# Tino

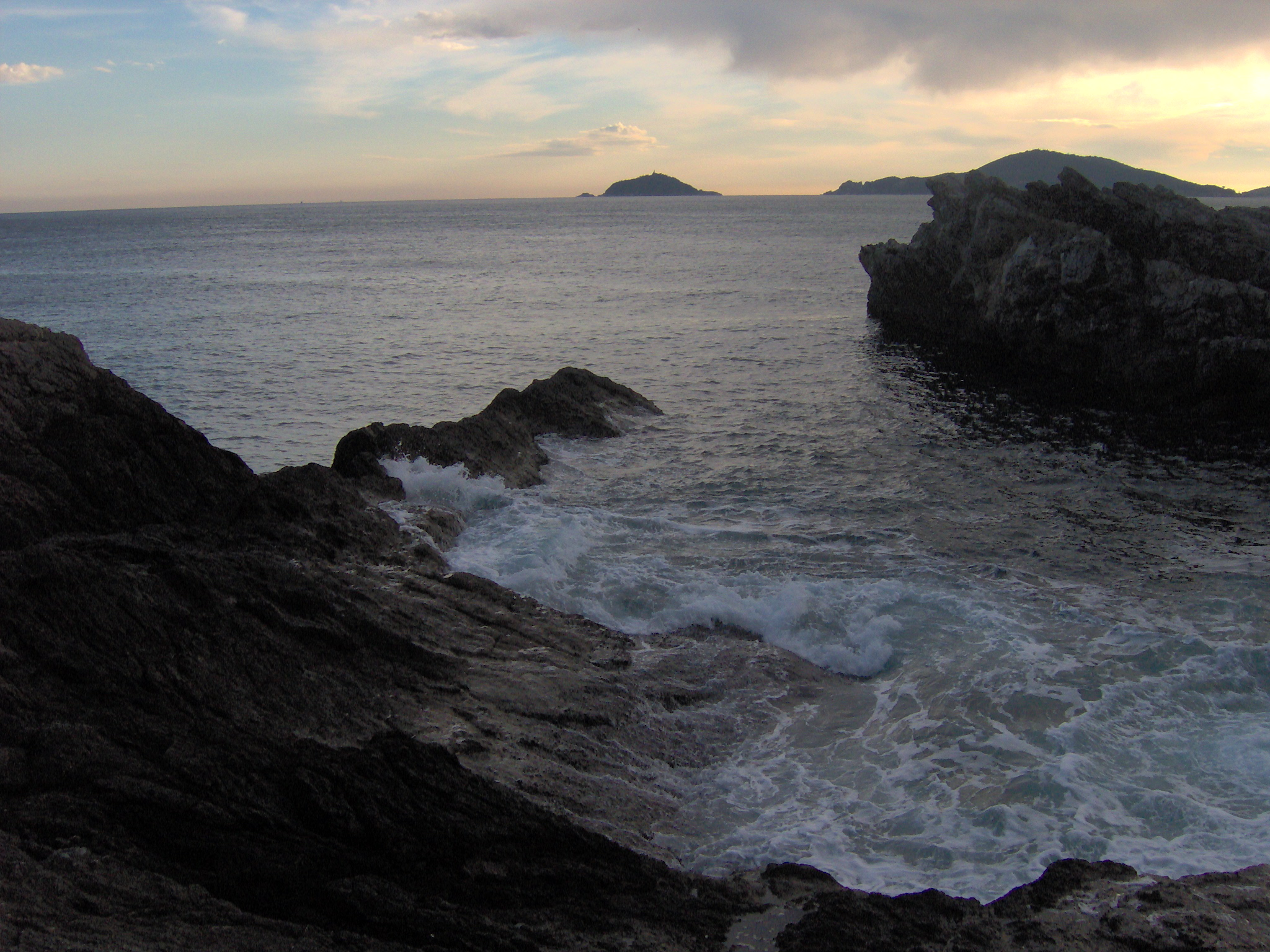
Widok na wyspę

Tino – włoska wyspa leżąca na Morzu Ligurskim. Jej powierzchnia to 1,27 km² i jest drugą co do wielkości wyspą archipelagu trzech blisko położonych siebie wysp (pozostałe to Palmaria i Tinetto) leżących blisko na południe od stałego lądu, niedaleko miasta Portovenere. Od 1997 roku archipelag wraz z miastem Portovenere i Cinque Terre została wpisana na listę światowego dziedzictwa UNESCO.
Na wyspie znajduje się latarnia morska San Venerio.